# Amateurtelevisie
Amateurtelevisie (ATV) is een vorm van televisie die werkt volgens dezelfde technische standaarden als normale televisie, maar werkt op een frequentieband die voor normale televisietoestellen niet worden gebruikt. Sommige televisieapparaten kunnen echter ook tussenbanden gebruiken en kunnen zo ook ATV laten zien. ATV wordt gebruikt door zendamateurs (die daarvoor een vergunning hebben) op de frequentiebanden vanaf de 70cm-amateurband (boven de 430 MHz).
ATV is bedoeld voor communicatie tussen zendamateurs en dus niet bedoeld om een omroep na te bootsen.
Amateurtelevisie bestaat in twee vormen: analoog en digitaal (ook wel DATV, digitale amateurtelevisie genaamd).
Analoog kan er op twee wijzen worden gemoduleerd: in AM of FM. Bij ATV-televisie gebruikt men een AM-signaal waarvan men slechts één zijband volledig uitzendt zoals bij een telefonie-SSB-zender (SSB staat voor 'single side band'). De andere zijband wordt slechts gedeeltelijk uitgezonden. Dit om de bandbreedte v.h uitgezonden signaal te beperken. Deze manier van moduleren is alom gebruikt geweest door de televisie-omroepzenders, en is het oudste systeem en in vele landen voor radioamateurs.
FM-modulatie wordt gebruikt op de hogere frequenties vanaf de 23cm-band (1240-1300 MHz). Andere populaire frequenties zijn de 13cm-band (2300-2400 MHz), de 3cm-band (10 GHz) en de 6cm-band (5600 MHz). FM-modulatie voor televisie kwam maar goed op gang bij gebruik van de satellieten, waarbij ATV'ers dikwijls gebruikmaken van oude afgedankte en gewijzigde LNB's om ontvangst van 10GHz-signalen mogelijk te maken.